# Cherubine
Cherubine è una frazione del comune di Cerea, in provincia di Verona. La frazione è lontana dal centro cittadino circa 3 km e a sud di essa se ne trova un'altra, Aselogna.

## Storia
Una cappella era presente nella frazione fino al 1895.
Nel 1931, per merito della signora Maria Ferrarese Cagalli e su progetto dell'ingegner Bruno Bresciani, venne costruita l'attuale chiesa, intitolata alla Beata Vergine del Rosario.
In questa chiesa dietro l'altare maggiore è rimasta una rappresentazione della Madonna mantenuta dalla precedente cappella.
Cherubine era anche sede di villa Conti Assali, d'epoca veneziana andata distrutta con la prima guerra mondiale. Nella piazza si trova anche una statua commemorativa dei caduti della prima guerra mondiale

## Manifestazioni
La principale manifestazione della frazione di Cherubine è la Festa del cavallo, con la prima edizione svoltasi nel 1978.
La manifestazione viene effettuata nell'ultimo weekend di agosto e nel primo di settembre.